# Чикко, Хулиан
Хулио Антонио Чикко (исп. Julián Antonio Chicco; 13 января 1998, Бринкманн, Аргентина) — аргентинский футболист, полузащитник клуба «Леганес».

## Клубная карьера
Чикко — воспитанник футбольной академии «Бока Хуниорс». В 2016 году он был включён в заявку основной команды. 1 мая в матче против «Архентинос Хуниорс» он дебютировал в аргентинской Примере. В 2017 году Хулио помог клубу выиграть чемпионат.

## Международная карьера
В 2015 году Чикко принял участие в юношеском чемпионате Южной Америки в Парагвае. На турнире он сыграл в матчах против команд Бразилии, Чили, Парагвая, Колумбии, Уругвая и дважды Эквадора. В поединке против парагвайцев Хулио забил гол.
В том же году Чикко принял участие в юношеском чемпионате мира в Чили. На турнире он сыграл в матчах против команд Германии и Мексики.
В 2017 года Чикко в составе молодёжной сборной Аргентины принял участие в молодёжном чемпионате Южной Америки в Эквадоре. На турнире он сыграл в матчах против команд Перу, Колумбии, Эквадора и Уругвая.

## Достижения
- Чемпион Аргентины (1): 2017/18
- Серебряный призёр чемпионата Южной Америки (до 17 лет) (1): 2015